# MODATIMA
El Movimiento de Defensa por el Acceso al Agua, la Tierra y la Protección del Medioambiente (MODATIMA) es una organización chilena nacida el año 2010, dedicada a la defensa del derecho al acceso al agua de los campesinos, trabajadores y habitantes de la provincia de Petorca, región de Valparaíso, promoviendo el agua como bien de uso público, ante el acaparamiento del agua por parte de la agroindustria local, amparada por el Código de Aguas vigente que tiene privatizadas las aguas en el país. El principal objetivo en la lucha de MODATIMA ha sido «denunciar y visibilizar los conflictos por el agua en la provincia de Petorca, en la región de Valparaíso y a nivel nacional».
Modatima también tiene presencia en las regiones de Arica y Parinacota, Metropolitana, O'Higgins y Los Lagos, y ha participado en foros universitarios y debates con organizaciones sociales en muchas de las distintas regiones de Chile. Desde 2018 forman parte de la Red Vida, que agrupa a organizaciones por la defensa y recuperación del agua y el territorio en toda América.
Algunos de sus dirigentes notables son Rodrigo Mundaca (actual gobernador regional de Valparaíso), Verónica Vilches, Lorena Donaire, Carolina Vilches, Manuela Royo, Yarela Gómez e Ivanna Olivares. Las cuatro últimas fueron convencionales constituyentes entre 2021 y 2022.

## Historia

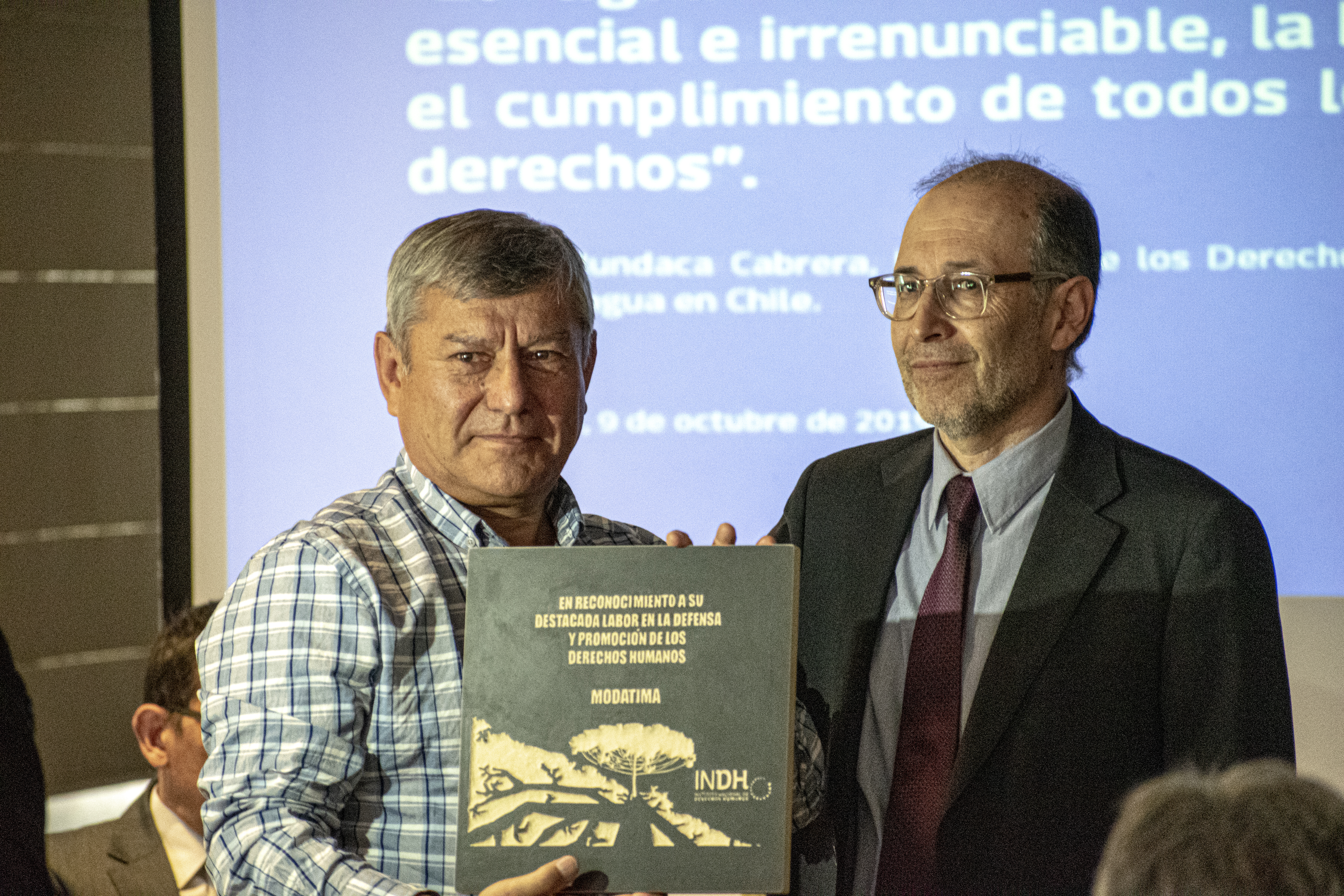
Un dirigente de Modatima recibiendo un reconocimiento por parte del director regional del INDH en Valparaíso.

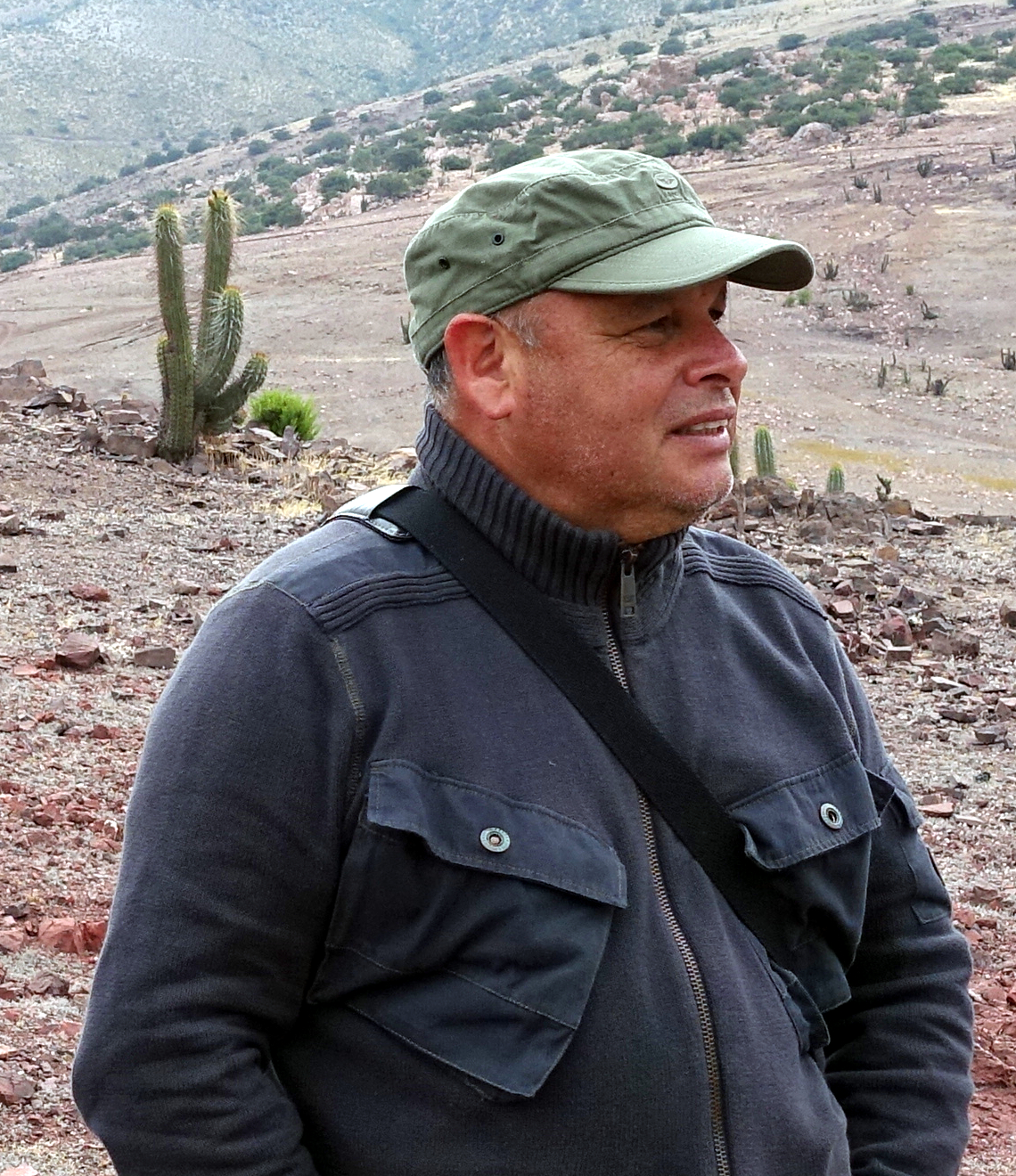
El dirigente y ex vocero nacional de Modatima, Rodrigo Mundaca, en los campos de Petorca.

Modatima surge como movimiento a partir de la unión de ciudadanos de comunas como Petorca, La Ligua y Cabildo, quienes, después de haber realizado diversas actividades en el territorio y al observar el empeoramiento de la crisis hídrica a nivel provincial, decidieron generar una organización cuyo principal objetivo era poder visibilizar al país lo que está ocurriendo en este territorio, además de ser una organización que lucha dentro de los cauces institucionales, con el objetivo de reformular la manera de cómo es concebida y gestiona el agua en Chile.
Modatima se constituyó legalmente en febrero de 2011, bajo la consigna "Justicia en los ríos", definiéndose en su declaración de principios y objetivos como un «movimiento amplio de participación de los ciudadanos y de los habitantes de la provincia de Petorca, que surge a propósito de los graves efectos provocados por el uso intensivo e irracional de los recursos naturales, en particular suelo y agua, lo que nos motiva a asociarnos gremialmente para promover la racionalización, el desarrollo y la protección de nuestras condiciones de vida en relación a la debida utilización de tales recursos y del medio ambiente».
Dese un inicio, Modatima ha organizado múltiples movilizaciones en las calles de las ciudades de la provincia de Petorca, para exigir en din de la extracción irregular de aguas y que las autoridades tomaran medidas sustantivas para enfrentar las crisis hídrica. Una de sus estrategias utilizadas en estas manifestaciones ha sido el apuntar de manera directa a aquellos empresarios involucrados en la extracción ilegal de aguas. Destacan las marchas provinciales del 2011 y 2015, intervenciones culturales, denuncias públicas, la toma de la Ruta 5 Norte, entre otras acciones. Otra estrategia adoptada ha sido el «parlamentarizar» la lucha por el agua, solicitando a los parlamentarios del Congreso Nacional que enfrentasen la situación hídrica de la zona y las implicaciones del Código de Aguas (promulgado en 1981 por la dictadura militar) en esta, además de la conformación de comisiones investigadoras que indagasen sobre la extracción ilegal de agua en Petorca.
El conflicto del agua en Petorca irrumpió a nivel de los medios de comunicación en el 2012, a partir de una denuncia realizada por el dirigente Rodrigo Mundaca, quien, por primera vez, habló públicamente sobre robo de agua y dio los nombres de quienes la usurpaban por medio de drenes ilegales construidos en torno a los ríos Petorca y La Ligua (ambos con restricciones y protecciones de extracción desde la década de 1990): la Agrícola Cóndor, propiedad de Edmundo Pérez Yoma y Osvaldo Junemann. Como consecuencia de su denuncia pública, fue contradenunciado y posteriormente condenado, significando también una criminalización hacia Modatima. Debido a su lucha y a la visibilización de sus denuncias a través de los medios de comunicación, los líderes de MODATIMA han sido objeto de amenazas, descalificaciones y querellas, por parte de los empresarios sindicados como usurpadores de agua. Mundaca ha tenido que enfrentar a los tribunales de justicia chilenos en 24 ocasiones entre 2012 y 2014, respondiendo a querellas por sus actos como vocero de la organización que encabeza, sufriendo una situación de permanente hostigamiento, amenazas y persecución.
En el año 2019, el dirigente Rodrigo Mundaca fue galardonado con el Premio Internacional de Derechos Humanos de Núremberg, por su compromiso como activista por la defensa del agua. En 2021, Mundaca gana las elecciones a gobernador regional de Valparaíso, cuatro dirigentas lograrían ser electas en las elecciones a convencional constituyente, y a nivel municipal, otras cuatro dirigentas fueron electas como concejalas en las comunas de Puente Alto, Salamanca, Colina y Concepción.

## Mesa Nacional
La Mesa Nacional del Modatima está conformada actualmente por:
- Manuela Royo y Cristóbal Rodríguez, Vocería Nacional
- Marcela Cuevas, Coordinadora General
- Lucas Alcayaga, Encargado Político
- Carolina Inostroza, Encargada Orgánica
- Pilar Morales, Encargada Formación
- María Marticorena, Encargada Comunicaciones
- Catalina Huerta, Encargada Relaciones Internacionales
- Consuelo Guirriman, Encargada Finanzas
- Carolina Vilches, Encargada Técnica